# Салум (государство)
Са́лум или Царство Салум (сер.: Saluum или Saalum) — африканское государство доколониальной эпохи, располагавшееся на территориях современных Сенегала и Гамбии. Ставкой правителей Салума был город Кахоне на территории современного Сенегала. Это государство-побратим царства Сине. Их история, география и культура были тесно связаны, и их принято было называть Сине-Салум.

## Этимология
Устные предания народа серер рассказывают, что эта область получила название Салуум/Салоум благодаря царю Мбегана Ндоура, который пришёл к власти в конце XV-го века (около 1493/4 годы). Мбеган Ндоур назвал государство в честь Саалума Сувареха, придворного мурабита.

## История

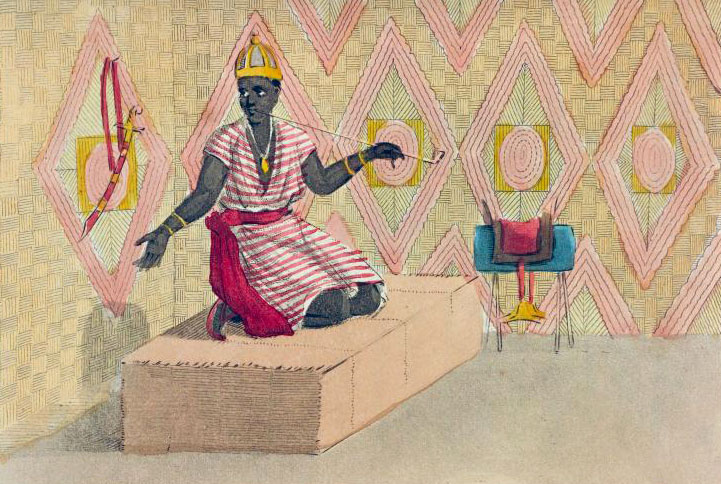
Покои царя Салума в 1821 году.

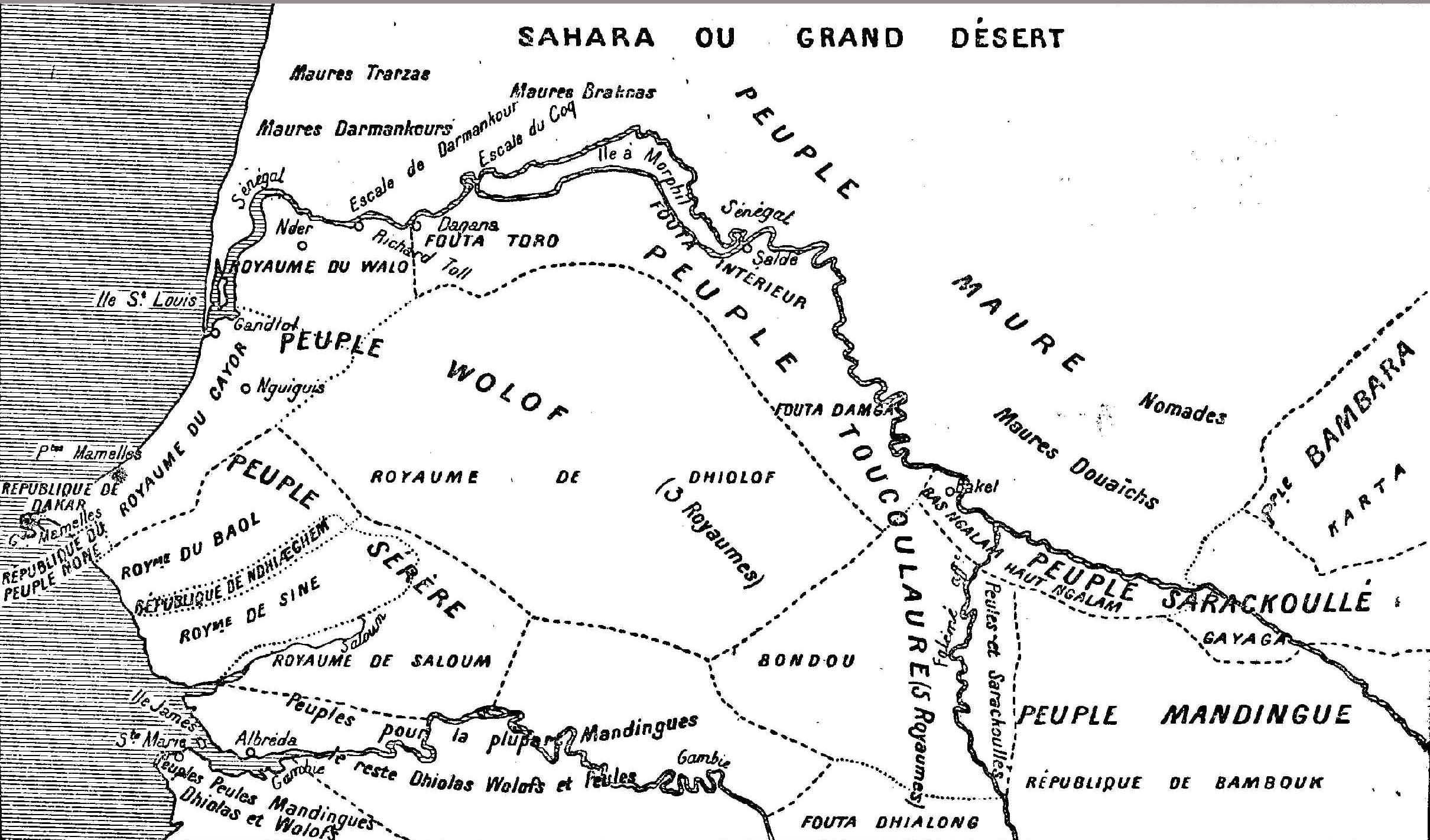
Carte des peuplades du Sénégal de l'abbé Boilat (1853): этническая карта Сенегала времён французской колониальной экспансии. Доколониальные государства Баол, Сине и Салум расположены вдоль юго-западного побережья, внутренние районы отмечены «Peuple Sérère».

Салум, как и его соседнее государство Сине, известен своими многочисленными древними курганами, в которых находятся могилы царей и других людей. На территории бывшего государства есть множество таинственных каменных кругов.
Салум ранее было известно как Мбей (на языке серер) и было переименовано в царю Салума Мбегану Ндоуру в конце XV-го века (около 1494 года). В течение нескольких столетий до своего переименования его столица называлась Нгап.
Как и в государстве Сине, население этой страны находилось под властью народа серер. Эти два государства обычно называют государствами народа серер. Многие части современной Гамбии были бывшими территориями Салума. Первоначально Салум простирался на юг до северных берегов реки Гамбия. Современная Гамбия называлась Нижним Салумом. Верхний Салум находился на территории современного Сенегале. Государствами Сабах и Сандиал управляли Фара Сабах и Фара Сандиал (соответствующие титулы вождей), и оба они были данниками царя Салума, резиденция которого находилась в Кахоне. Примерно в 1862 году Самбу Уманне Туре, ученик Мабы Диакху Ба (впоследствии врага), начал джихад в Сабахе и Сандиале. Победив и убив Фара Сабаха и Фара Сандиала, он объединил две страны и правил ими. Во время правления династий из народа серер по отцовской линии и династии Геловар по материнской линии с XV-го века по 1969 год на престол было возведено около 50 царей. Цари продолжали держать свой двор в Кахоне, но в коммерческом отношении этот город уступал соседнему Каолаку.
Португальский исследователь XV-го века обозначил Салум на карте как королевство Бордало, в честь «Борба-Салум» (искажённое с языка волоф «Король Салума» или маад Салум).
Хотя солдаты Салума выиграли несколько крупных сражений против французов, государство всё равно было подчинено Франции. Однако, как и в государстве Сине, правящая династия просуществовала до 1969 года, когда умер последний абсолютный монарх Фоде Ньгуе Джуф. Год его смерти совпал со смертью Махекора Джуфа, который был последним абсолютным монархом Сине. Эти два царя были последними правителями сенегальских монархий, обладавшими абсолютной властью. После их смерти оба царства были включены в состав новой независимой Республики Сенегал в 1960 году. Таким образом, Сине и Салум были последними доколониальными монархиями современного Сенегала, которые дожили до XX-го века. 
В 2017 году народ серер из Салума решили восстановить свою монархию, и Тьерно Кумба Дага Ндао был избран наследником трона из рода Геловаров. После спорных выборов он был коронован 21 мая 2017 года в Кахоне. Он является нынешним царём Салума с 2024 года и дядей по материнской линии нынешнего царя Сина, Ниохобайе Фату Дьен Диуфа, из царского дома Сему Нджеке Джуфа. Сине восстановили свою монархию в 2019 году, и 8 февраля 2019 года в Дьякхао, доколониальной столице Сине, была коронована Ниокхобайе Фату Дьен Диуф из царского дома Сему Ньеке, принадлежащего к геловарской матрилинейной линии.
Нынешние цари Сина и Салума не являются абсолютными монархами по сравнению со своими предшественниками. Их функции носят чисто церемониальный и дипломатический характер. Несмотря на то, что они обладают влиянием, особенно царь Сине, у них нет официальных полномочий, поскольку Сине и Салум теперь являются частью Сенегала. Несмотря на отсутствие, царь Сине, в частности, очень влиятелен и смог использовать своё влияние на президента Сенегала (в частности, Маки Саля), а также давние дружеские отношения между народами серер и джолоф, установив связь с правителем города Уссуйе (Сибилумбайе Дидиу), чтобы способствовать их сближению региона и наступлению мира в Казамансе после десятилетий конфликта в этом регионе. Он также активно призывал к мирной передаче политической власти с 2023 года в рамках подготовки к президентским выборам в Сенегале в 2024 году.

## Население
В этническом отношении Салум был и остаётся более населённым народом серер, но постепенно иммигранты из народа волоф обосновались здесь вместе с племенами народа фульбе, мандинка и т.д. В отличие от Сине, которое более этнически однородно с населением народа серер с глубоко укоренившимися традициями, такими как сохранение язычества, старой культуры и т.д., Салум более космополитичен и многоконфессионален. Это объясняет, почему некоторые традиционалисты народа серер, придерживающиеся язычества, неохотно придают Салуму тот же религиозный статус, что и Сине, как одному из священных мест народа серер, несмотря на то, что здесь расположено много таких мест. В Салуме широко распространены языки серер и волоф. Также распространены языки кангин.

## Монархи Салума
Список монархов Салума (титул - Маад Салум) включает имя, годы и продолжительность правления.
| Имя                        | Латинизация (франц. в Сенегале) | Срок          | Годы      |
| -------------------------- | ------------------------------- | ------------- | --------- |
| Мбеган Ндур                | Mbégan Ndour                    | 20 лет        | 1493-1513 |
| Гуиранокхап Ндонг          | Guiranokhap Ndong               | 7 лет         | 1513-1520 |
| Латминге Дьелен Ндиае      | Latmingué Diélèn Ndiaye         | 23 лет        | 1520-1543 |
| Самба Ламбур Ндиае         | Samba Lambour Ndiaye            | 4 года        | 1543-1547 |
| Сени Ндиеме Дьелен Ндиае   | Séni Ndiémé Diélèn Ndiaye       | 3 года        | 1547-1550 |
| Латилор Бадиане            | Lathilor Badiane                | 9 лет         | 1550-1559 |
| Вальбуми Дьелен Ндиае      | Walboumy Diélèn Ndiaye          | 8 лет         | 1559-1567 |
| Малеотан Диуф              | Maléotane Diouf                 | 45 лет        | 1567-1612 |
| Самбаре Диоп               | Sambaré Diop                    | 2 года        | 1612-1614 |
| Берам Ндиеме Кумба Ндиайе  | Biram Ndiémé Koumba Ndiaye      | 23 года       | 1614-1637 |
| Ндене Ндиайе Мароне Ндао   | Ndéné Ndiaye Marone Ndao        | 2 года        | 1637-1639 |
| Мбанье Диемель Ндиайе      | Mbagne Diémel Ndiaye            | 6 лет         | 1639-1645 |
| Вальдьодьо Ндиайе          | Waldiodio Ndiaye                | 9 лет         | 1645-1654 |
| Амакоду Ндиайе             | Amakodou Ndiaye                 | 35 лет        | 1654-1689 |
| Амафал Фалл                | Amafal Fall                     | 6 месяцев     | 1689-1690 |
| Амадиуф Диуф               | Amadiouf Diouf                  | 6 лет         | 1690-1696 |
| Сенгане Кеве Ндие          | Sengane Kéwé Ndiaye             | 30 лет        | 1696-1726 |
| Латилор Ндонг              | Lathilor Ndong                  | 4 года        | 1726-1730 |
| Амасига Сек Ндие           | Amasiga Seck Ndiaye             | 2 года        | 1730-1732 |
| Бирам Хуредья Тьек Ндао    | Biram Khourédia Tièk Ndao       | 2 года        | 1732-1734 |
| Ндене Ндиае Биге Ндао      | Ndéné Ndiaye Bigué Ndao         | 19 лет        | 1734-1753 |
| Мбанье Диоп                | Mbagne Diop                     | 7 лет         | 1753-1760 |
| Мбанье Диогоп Ндиайе Мбоди | Mbagne Diogop Ndiaye Mbodj      | 7 лет         | 1760-1767 |
| Сандене Коду Бигэ Ндао     | Sandéné Kodou Bigué Ndao        | 2 года        | 1767-1769 |
| Сенгане Диогоп Мбодж       | Sengane Diogop Mbodj            | 7 лет         | 1769-1776 |
| Ндене Диогоп Мбодж         | Ndéné Diogop Mbodj              | 2 года        | 1776-1778 |
| Сенгане Деген Ндиайе       | (Sengane Dégèn Ndiaye)          | 6 мес. 10 дн. | 1778-1778 |
| Сандене Коду Фалл Ндао     | Sandéné Kodou Fall Ndao         | 9 лет         | 1778-1787 |
| Бирам Ндиеме Ньяхана Ндийе | Biram Ndiémé Niakhana Ndiaye    | 16 лет        | 1787-1803 |
| Макумба Диогоп Мбодж       | Makoumba Diogop Mbodj           | 7 лет         | 1803-1810 |
| Ндене Ньякхана Ндийе       | Ndéné Niakhana Ndiaye           | 7 лет         | 1810-1817 |
| Бирам Хуредья Мбодж Ндийе  | Biram Khourédia Mbodj Ndiaye    | 6 лет         | 1817-1823 |
| Ндене Мбару Ндийе          | Ndéné Mbarou Ndiaye             | 1 месяц       | 1823-1823 |
| Бале Ндунгу Хуредья Ндао   | Balé Ndoungou Khourédia Ndao    | 28 лет        | 1823-1851 |
| Бала Адама Ндийе           | Bala Adama Ndiaye               | 3 лет         | 1851-1854 |
| Сосе Биге Ндийе            | Socé Bigué Ndiaye               | 16 дней       | 1854-1855 |
| Кумба Ндама Мбодж          | Koumba Ndama Mbodj              | 4 года        | 1855-1859 |
| Самба Лаобе Латсука Фаль   | Samba Laobé Latsouka Fall       | 5 лет         | 1859-1864 |
| Факха Фаль                 | Fakha Fall                      | 7 лет         | 1864-1871 |
| Ньявут Мбож                | Niawout Mbodj                   | 5 лет         | 1871-1876 |
| Садиука Мбож               | Sadiouka Mbodj                  | 3 года        | 1876-1879 |
| Гедаль Мбож                | Guédal Mbodj                    | 17 лет        | 1879-1896 |
| Сему Джимит Диуф           | Sémou Djimit Diouf              | 3 года        | 1896-1899 |
| Ндьеме Ндьенум Ндао        | Ndiémé Ndiénoum Ndao            | 3 года        | 1899-1902 |
| Ндене Диогоп Диуф          | Ndéné Diogop Diouf              | 1 год         | 1902-1903 |
| Сему Нгуи Диуф             | Sémou Ngouye Diouf              | 10 лет        | 1903-1913 |
| Гори Тьори Диуф            | Gori Tioro Diouf                | 6 лет         | 1913-1919 |
| Маава Сему Диуф            | Mahawa Sémou Diouf              | 16 лет        | 1919-1935 |
| Фоде Но Гуйе Диуф          | Fodé No Gouye Diouf             | 34 года       | 1935-1969 |

## Экономика и география
Салум включает в себя равнинные, заболоченные прибрежные районы, расположенные в глубине дельты реки Салум. В последние годы были уничтожены большие площади мангровых зарослей. На солончаках вдоль дельты процветала промышленность по производству соли. Экономической основой Салума была торговля арахисом, который в больших количествах экспортировался в Европу.